# Військово-морські сили Мексики
Військово-морські сили Мексики є одним з двох незалежних видів збройних сил Мексики. Очолюється окремим міністерством (Військово-морським секретаріатом. Командувачем ВМС є міністр ВМС, який одночасно є міністром кабінету міністрів і кадровим військово-морським офіцером.
Оголошена місія ВМС Мексики полягає в «використанні військово-морських сил федерації для зовнішньої оборони та сприяння внутрішньому порядку».  Станом на 2020 рік військово-морський флот складався з приблизно 68 200 військовослужбовців плюс резерв, понад 189 кораблів і близько 130 літаків.